# Detectiveverhaal

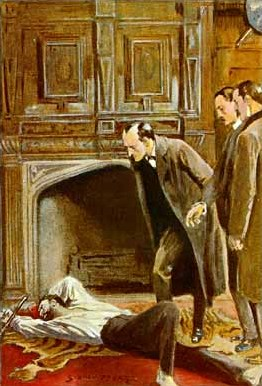
Sherlock Holmes, illustratie van het verhaal The Adventure of the Abbey Grange, 1904

Een detectiveverhaal of detectiveroman, meestal kortweg detective genoemd, is een verhaal waarin een detective een mysterie of een misdaad oplost. De spanning van een detective ligt er onder meer in het voor de lezer zo moeilijk mogelijk, maar niet geheel onmogelijk, te maken de identiteit van de dader te ontrafelen en/of hoe de detective de dader van een gepleegd misdrijf weet te identificeren en ontmaskeren. Vaak wordt een serie detectives gewijd aan een en dezelfde hoofdpersoon, degene die de misdaad dient op te lossen. Dit kan een privédetective zijn, een politiedetective of een amateurdetective. Meestal is een detectiveverhaal een whodunit: een puzzelverhaal waarbij de lezer kan proberen te raden wie de misdaad gepleegd heeft. Gewoonlijk gaat het om een moord, maar soms moet de detective ook een gestolen of verborgen voorwerp opsporen, zoals een testament.

## Geschiedenis

### Voorlopers
Verhalen waarin iemand een raadsel of een mysterie op moet lossen, zijn van alle tijden. Voorlopers van het detectiveverhaal zijn onder meer Oedipus Rex, enkele sprookjes van Duizend-en-één-nacht en het verhaal Das Fräulein von Scuderi (1819) van E.T.A. Hoffmann.

### 1840-1880: Auguste Dupin en co
Het eerste echte verhaal over een privédetective is The Murders in the Rue Morgue (1841) van de Amerikaan Edgar Allan Poe. Daarin lost speurder Auguste Dupin het raadsel van een schijnbaar onmogelijke moord op. Dit verhaal is het eerste van een van de bekende subgenres van het detectiveverhaal, de gesloten-kamermoord. Auguste Dupin keert terug in twee andere korte verhalen van Poe: The Mystery of Marie Roget en The Purloined Letter. In dit laatste verhaal moet Dupin een ontvreemde brief terugvinden. De verhalen demonstreren hoe iemand door te observeren en logisch te redeneren een mysterie kan oplossen.
De eerste schrijver van detectiveromans is de Brit Wilkie Collins, met The Woman in White (1860) en The Moonstone (1868). In deze laatste roman, over de diefstal van een diamant, is de dader voor het eerst de minst waarschijnlijke verdachte. In Frankrijk is de pionier Émile Gaboriau, met l'Affaire Lerouge (1865) en Monsieur Lecocq (1868). In 1878 verschijnt de eerste Amerikaanse detectiveroman: The Leavenworth Case (1878) van Anna Katherine Green. De eerste Russische detectiveromans verschenen vanaf circa 1872 en werden geschreven door Alexander Sjkljarevskij. Zijn eerste titel was waarschijnlijk Belevenissen van een magistraat.

### 1880-1920: Sherlock Holmes en co
De beroemdste privédetective werd gecreëerd door de Schot Arthur Conan Doyle. De Londenaar Sherlock Holmes lost met zijn "science of deduction" tientallen misdaden op. Zijn medewerker Dr. Watson is meestal de ik-verteller, die zeer nauwkeurig alle feiten kan weergeven, maar er zelf nooit in slaagt om juist te redeneren. In sommige verhalen komt ook de niet zo snuggere maar zeer gedreven inspecteur Lestrade voor. Holmes' aartsvijand is de superschurk professor Moriarty. Doyle begint zijn verhalen vaak in medias res. Een cliënt komt hem vertellen over een misdaad die al gebeurd is, waarna Holmes de plaats van de misdaad gaat bestuderen en getuigen ondervragen, om zo tot een reconstructie van de gebeurtenis te komen. De bekendste roman met Holmes is The Hound of the Baskervilles (1902), een whodunit met een lugubere sfeer.
Vanaf 1910 publiceerde de Brit Gilbert Keith Chesterton een reeks verhalen over de katholieke priester Father Brown, die misdaden oplost door zich in te leven in de dader. In de VS verscheen The Circular Staircase (1908) van Mary Roberts Rinehart.

### 1920-1960: Poirot vs. hard-boiled vs. Maigret
In 1920 introduceert Agatha Christie de privédetective Hercule Poirot in haar debuutroman The Mysterious Affair at Styles (1920). Hij is een gepensioneerde Belgische politie-inspecteur die tijdens de Eerste Wereldoorlog naar Engeland vluchtte. Kapitein Arthur Hastings vervult als ik-verteller een rol vergelijkbaar met dr. Watson, terwijl de "speurhond" inspecteur Japp op inspecteur Lestrade lijkt. Kenmerkend voor Christie zijn haar humor, haar kennis van gif, de moord in een afgesloten omgeving (vb. trein of vliegtuig) en vooral haar ingewikkelde verhaallijnen vol misleidende aanwijzingen, dubbele valkuilen en een verrassende ontknoping. Poirot hecht veel belang aan de psychologie van de verdachten. Zijn methode is gebaseerd op logisch redeneren met "de kleine grijze cellen". De bekendste romans met Poirot zijn The Murder of Roger Ackroyd (1926), Murder on the Orient Express (1934) en Death on the Nile (1937). 
In 1930 verschijnt de eerste roman met de amateurdetective Miss Marple: Murder at the Vicarage. Jane Marple is een bejaarde vrijgezellin die de menselijke aard bestudeert in haar dorp St. Mary Mead. Dit maakt van haar een weinig waarschijnlijke maar zeer bekwame speurder. In 1939 verschijnt Ten Little Niggers, hertiteld tot And Then There Were None. In deze roman gaat de moordenaar te werk volgens het bekende kinderrijmpje. Een echte detective komt er niet in voor, maar na de eerste moord worden de andere negen verdachte en speurder tegelijk. Zeer populair is ook haar toneelstuk The Mousetrap (1952).
Een andere Engelse misdaadschrijfster was Dorothy L. Sayers, de bedenkster van de aristocratische privédetective Lord Peter Wimsey. Sayers maakt deze realistischer dan zijn voorgangers door zijn verleden en zijn privéleven grondig uit te werken. Zo laat ze hem trouwen met de detectiveschrijfster Harriet Vane. Vanaf 1934 verschijnen romans van de Nieuw-Zeelandse schrijfster Ngaio Marsh, met hoofdinspecteur Roderick Alleyn. In 1951 verschijnt The Daughter of Time van Josephine Tey: een historische misdaadroman over Richard III van Engeland.
In de Verenigde Staten sloten sommige auteurs vrij goed aan bij het klassieke detectiveverhaal. Voorbeelden zijn Rex Stout, Ellery Queen, Ross Macdonald Erle Stanley Garner met zijn verhalen over de advocaat Perry Mason.
Tegelijk ontstaat er een tegenbeweging: de harde misdaadroman ("hard-boiled"). Typerend voor deze richting zijn het onverbloemde taalgebruik, het gangstermilieu in de grote steden en de uitdrukkelijke beschrijvingen van geweld, seks en drugs. In The Maltese Falcon (1930) van Dashiell Hammett schrikt privédetective Sam Spade niet terug voor een vuistgevecht. The Big Sleep (1939) van Raymond Chandler, met privédetective Philip Marlowe, speelt zich af in een gevaarlijke wijk van Los Angeles. Grote bekendheid verwierf ook Mickey Spillane, die in 1947 debuteerde met I, the jury over de denkbeeldige privédetective Mike Hammer. Ross Macdonald bedacht de speurder Lew Archer.
Realistischer dan de verhalen over geniale privédetectives is de politieroman. De Franse commissaris Jules Maigret, gecreëerd door de Belg Georges Simenon, lost vanaf 1931 misdaden op op een manier die sterk overeenkomt met die van de politie.

### Nederland
In Nederland schreef Jakob van Schevichaven vanaf 1917 een reeks boeken onder het pseudoniem Ivans, met meestal detective Geoffrey Gill in de hoofdrol. Deze werden vertaald in het Zweeds, Duits, Noors, Engels, Hongaars en Maleis. Toen Ivans overleed trad Hans van der Kallen (Havank) in zijn voetsporen als belangrijkste detectiveschrijver van Bruna met verhalen rond De Schaduw. Een andere Nederlandse detectiveschrijver was Herman Middendorp (1888-1941) die naast romans ook een groot aantal detectiveverhalen schreef van 1921 t/m 1938, maar hij werd beschouwd als een epigoon van Ivans. In detectiveromans als De moord in de Rijnbar (1935) zijn autobiografische elementen verwerkt; voor personages als  Alexandre en Mouron stonden Amsterdammers model, die in werkelijkheid Middendorps tegenstanders waren bij het bridgen in de Rijnbar. Willy Corsari maakte naam als de 'Agatha Christie van Holland' met haar populaire detectiveromans in de jaren 1927-1983, waaronder de mysteries met Inspecteur Lund in de hoofdrol. Haar bekroonde eerste Lund-roman, Het mysterie van de Mondscheinsonate, werd in 1935 verfilmd. Een bekende serie, de Sleutelbos-detectiveromans, bevat onder andere een reeks van 10 boeken uit 1946 en 1947. De stofomslagen hiervan zijn, met uitzondering van deel 4 De moord in de antiquairszaak, getekend door Pieter Kuhn, de tekenaar van de strip Kapitein Rob uit het dagblad Het Parool.

### Na 1960
Na de Tweede Wereldoorlog verschenen er vele nieuwe detectivereeksen. In Groot-Brittannië bloeide vooral de realistische politieroman. De schrijvers bezaten vaak een grondige kennis van politie, justitie en forensische pathologie. De speurders hebben een uitgewerkt verleden en privéleven. Voorbeelden zijn:
- Broeder Cadfael van Ellis Peters
- Adam Dalgliesh van P.D. James
- Chief Inspector Wexford van Ruth Rendell
- Inspector Morse van Colin Dexter
- Inspector Barnaby van Caroline Graham
- Inspector John Rebus van Ian Rankin.

Verenigde Staten:
- Kinsey Millhone van Sue Grafton
- Detective Inspector Thomas Lynley van Elizabeth George
- Patholoog-anatoom Kay Scarpetta van Patricia Cornwell

Zweden:
- Inspecteur Kurt Wallander van Henning Mankell
- Commissaris Martin Beck van Sjöwall & Wahlöö

Rusland:
- Boris Akoenin (Erast Fandorin)
- Polina Dasjkova
- Darja Donzowa
- Alexandra Marinina (Nastja Kamenskaja)

Een vijftal Nederlanders genoot in deze periode internationale bekendheid door het schrijven van detectiveverhalen:
- Willy Corsari (Inspecteur Lund)
- Robert van Gulik (Rechter Tie)
- Janwillem van de Wetering (Grijpstra en De Gier)
- Baantjer (De Cock)
- Havank (De Schaduw)

In Vlaanderen kent Pieter Aspe succes met de Brugse commissaris Pieter Van In.

## Tv-series

### Verenigd Koninkrijk
Vooral in het Verenigd Koninkrijk kent het genre veel navolging en worden kwalitatief hoogstaande detectiveseries gemaakt. De bekendste voorbeelden daarvan zijn:
- The Adventures of Sherlock Holmes met Jeremy Brett
- Sherlock met Benedict Cumberbatch
- Father Brown met Kenneth More of Mark Williams
- The Miss Marple Mysteries met Joan Hickson
- Poirot met David Suchet
- Inspector Morse
- Lewis
- Endeavour
- Inspector Frost
- Dalziel and Pascoe
- Death in Paradise
- Silent Witness
- The Inspector Lynley Mysteries
- Judge John Deed
- Waking the Dead
- Prime Suspect
- Trial and Retribution
- Midsomer Murders
- Taggart
- Foyle's War
- Rebus
- Blue Murder
- Rosemary & Thyme
- Scott & Bailey

### Verenigde Staten
Enkele van de bekendste Amerikaanse detectiveseries zijn:
- Columbo
- Murder, She Wrote
- Diagnosis Murder.

### Duitsland
In het Duitse taalgebied kent men detectiveverhalen onder de benaming ‘Krimi’:
- Tatort
- Derrick
- Der Alte
- Ein Fall für Zwei

### Nederland
Bekende Nederlandse politieseries zijn onder meer 
- Baantjer
- Flikken Maastricht
- Spangen
- Russen
- Moordvrouw

### België
- In de jaren 60 was de serie Axel Nort populair bij de jeugd.
- In het begin van de jaren 90 kon je elke vrijdagavond op VTM naar Commissaris Roos kijken.
- In de jaren 2000 scoorde de VRT met commissaris Witse.

- Aspe (VTM, speelt zich af in Brugge)
- Flikken (VRT, speelt zich af in Gent. Spin-offs zoals Flikken Maastricht zijn op deze reeks gebaseerd.)

## Strips
In De avonturen van Kuifje van Hergé komen de onbekwame detectives Jansen en Janssen voor. De avonturen van Nero & Co van Marc Sleen heette oorspronkelijk De avonturen van detective Van Zwam. In de stripreeks  Eric de Noorman van Hans G. Kresse komen diverse detectiveverhalen voor, zoals Het Tyrfing-mysterie en De gebroken pijl.
De Franse striptekenaar Jacques Tardi verstripte veel beroemde Franse detectiveverhalen van onder andere Leo Malets Nestor Burma en verder Leo-Charles Veran (Dodelijke Spelletjes), Manchette (Griffu en Kleine West-Coast Blues) en Deanicks (De Laatste der Laatsten). Ook de serie De fantastische avonturen van Isabelle Avondrood, getekend op eigen scenario, is een detectivereeks.